# 465
465 је била проста година.

## Догађаји
- Василиск, уз помоћ своје сестре Верине (супруге цара Лава I), постаје римски конзул у Источном римском царству.
- 15. август — Либије Север, марионетски цар Западног римског царства, умире после 4-годишње владавине.
- 2. септембар – У Константинопољу почиње пожар и у наредних шест дана уништава зграде у осам од 14 делова на које је била подељена престоница Источног римског царства.
- Рицимер, де фацто владар, успоставља политичку контролу након 2 године свог боравка у Риму.
- Битка код Випедесфлеота: Саксонци под командом Хенгиста и Аесца су поражени од Британаца код Ебсфлита (Кент). Током битке је убијено 12 велшких вођа.
- Краљ Ремисмунд успоставља политику пријатељства са Визиготима и промовише конверзију Свева у аријанство у Галицији (Северна Шпанија).
- Киан Феи Ди, затим Минг Ди, постаје владар династије Лиу Сонг након што је његов нећак убијен.
- 19. новембар – Папа Хиларије сазива сабор у римској цркви Санта Мариа Маггиоре у Риму.
- Петар Кнафеј постаје патријарх Антиохије.